# Pied Piper (roman)
Pied Piper (Kruistocht der liefde, ook onder andere titels bekend als: 'Geleide' en 'Kinderen kwamen tot hem') is een boek van de Brits/Australische schrijver Nevil Shute uit 1942. Het verhaalt hoe een oudere Engelsman in Frankrijk door de Tweede Wereldoorlog wordt overvallen en tegen wil en dank een groep kinderen in veiligheid brengt naar Engeland. De titel is een verwijzing naar de Rattenvanger van Hamelen (The Pied Piper of Hamelin). Net als de rattenvanger leidt Howard een groep kinderen, maar in tegenstelling tot de rattenvanger leidt hij hen in veiligheid.
Later, tijdens de Slag om Engeland, moet de hoofdpersoon Howard met een kennis voor een bombardement schuilen, en vertelt dan het verhaal - om de tijd te doden - aan die kennis. 

## Het verhaal
Howard, een oudere Engelsman, gaat ieder jaar met visvakantie naar de Franse Jura. Ondanks het uitbreken van de oorlog vertrekt hij ook dit jaar, 1940, naar de Jura. Politiek en de oorlog interesseren hem sowieso niet.
Tijdens zijn verblijf breken de Duitsers door in Noord-Frankrijk. De situatie wordt steeds grimmiger. De geallieerden worden in het nauw gedreven, Parijs wordt bedreigd, en er is een kans dat de Italianen zich in de strijd gaan mengen. Howard ziet zich genoodzaakt zijn verblijf in te korten zodat hij terug naar Engeland kan gaan nu het nog kan. Een in het hotel verblijvend echtpaar, de Cavenaghs, vragen hem of hij hun kinderen mee wil nemen. Meneer Cavenagh werkt namelijk bij de Volkenbond in Genève, en is bang dat de Duitsers ook Zwitserland zullen binnenvallen. Hij meent dat zijn kinderen Ronnie en Sheila veiliger zijn bij familie in Engeland.
Howard gaat na veel tegenstribbelen akkoord: hij was immers met vakantie en moet eigenlijk ook niets van kinderen hebben. Howard bereikt met de kinderen Dijon, maar daar blijkt Sheila ziek en ziet hij zich gedwongen een hotel te nemen. Na een paar dagen is Sheila weer beter, maar vraagt het kamermeisje of Howard haar dochtertje Rosemarie wil meenemen. Howard stemt toe omdat het wat oudere meisje op de kleinere Ronnie en Sheila kan passen en zo lief met ze speelt. Howard probeert ondertussen een sneller vervoermiddel te krijgen, maar alle auto's zijn gevorderd en ze moeten dus wel in een trage overvolle trein in de moordende hitte reizen. De trein stopt op een gegeven moment waarna de groep de bus neemt. Als ook die in een luchtaanval beschadigd raakt moeten ze verder lopen. Inmiddels bereiden de Duitsers hun aanval op Parijs voor, en de wegen zitten vol vluchtelingen. Tussen die vluchtelingen zien ze een getraumatiseerd jongetje zonder ouders, Pierre. Omdat niemand zich om hem bekommert, nemen ze hem mee.
De groep trekt aan de zuidkant langs Parijs richting Chartres. Onderweg krijgen ze een lift van twee Engelse militairen in hun truck. De truck raakt zonder benzine in een dorpje, en Howard gaat het plaatsje in om te zien of er benzine is en of er geen Duitsers zijn. Hij vindt benzine noch Duitsers, maar wel een Nederlands jongetje dat op het punt staat gestenigd te worden door de bange boze bewoners die denken dat hij een Duitse spion is. Howard neemt het jongetje, Willem, mee. De militairen nemen afscheid en blazen hun truck op. In het reeds bezette Angerville laat Howard Willem verzorgen en wassen.
In Chartres ontmoet Howard de familie Rougeron, waarvan de dochter, Nicole, een relatie had gehad met Howards omgekomen zoon John. Nicole staat erop Howard en de kinderen te helpen en weet via een vriend van haar vader contact te leggen met een visser die hen wel wil overzetten omdat hij zelf zich in Engeland bij De Gaulle wil aansluiten. Aan deze hulp zit wel een voorwaarde, namelijk dat Howard een Pools-joodse jongen, Marjan, meeneemt naar Engeland. Omdat ze nu in bezet gebied zijn doet Howard zich voor als de doofstomme vader van Nicole, en mogen Ronnie en Sheila geen Engels meer spreken in het openbaar.
De groep bereikt de kust, waar ze door de mand vallen omdat Sheila toch Engels spreekt. Howard, Nicole, de kinderen en de visser worden door de Gestapo gevangengezet. Hoewel Nicole en Howard de Duitse Gestapo-officier majoor Diessen de waarheid zeggen, gelooft hij hen aanvankelijk niet. Volgens Diessen is Howard een spion en zijn Nicole en de kinderen zijn dekmantel, en werkt hij samen met Charenton, een andere man die wegens spionage is opgepakt. Diessen probeert Howard onder druk te zetten om te 'bekennen dat hij Charenton kent', door Charenton voor diens ogen te laten executeren. Howard kan Diessen niets vertellen waarmee hij het leven van de man kan redden en moet machteloos toezien.
Howard is geschokt en woedend over deze actie, maar Diessen trekt uit de executie van Charenton de conclusie dat Howards verhaal toch best weleens waar kan zijn. Diessen biedt aan Howard naar Engeland te laten gaan, op voorwaarde dat hij Anna, het dochtertje van zijn omgekomen broer meeneemt zodat zij in Amerika bij haar oom kan wonen. Nicole moet als gijzelaar bij de Gestapo blijven tot Anna veilig bij haar oom is. Howard gaat akkoord maar dreigt op zijn beurt het verhaal wereldkundig te maken als Diessen Nicole slecht behandelt. Diessen wordt razend maar laat de visser, Howard, en de kinderen en zijn nichtje Anna toch gaan. Doodmoe en halfverhongerd komt de groep in Engeland aan.

## Verfilming
Het verhaal is in 1942 en in 1990 verfilmd onder de titel 'The Pied Piper'.